# Heinrich von Besmedin
Heinrich von Besmedin oder Heinrich von Gibelet (frz. Henri oder Henry; † 9. September 1310 in Nikosia) war Herr von Besmedin in der Grafschaft Tripolis.
Er war der Sohn von Raimund von Gibelet, Herr von Besmedin, und dessen zweiter Ehe mit Alix von Soudin. Beim Tod seines Vaters folgte er ihm als Herr von Besmedin.
Er heiratete Margarethe von Morf, Tochter des Balduin von Morf, Herr von Cueillies. Mit ihr hatte er zwei Kinder:
- Johann († um 1315), ⚭ Margarethe von Le Plessis, Tochter des Jean d'Amiens, genannt du Plessis, und der Maria von Tripolis;
- Maria.

Nach dem Fall von Tripolis an die Mamluken 1289 floh Heinrich nach Zypern. Dort wurde er 1310 in Nikosia ermordet und im dortigen Kloster St. Franziskus begraben.